# Балша
Балша е село в Западна България. То се намира в район Нови Искър, Столична община, област София град.

## География
Село Балша се намира в полупланински район – подножието на Стара планина, на 20 км северозападно от София. Поради специфичното си географско местоположение, местните жители казват, че селото им няма граници. От местния манастир се открива гледка към цялата околност.

## История
Балша е сред най-старите селища в Софийско поле. Над селото има руини от стара римска крепост, а местната черква е датирана към периода IX-X век. Освен с хилядолетната си история, селото се гордее и с един свой знаменит представител – Иван Николаевич Денкоглу, който оставя своя отпечатък върху цялата българска история чрез просветителската си и дарителска дейност.
По местни предания, в праисторическа легенда се разказва, че когато Софийската котловина била залята от езеро, чиито води стигали до полите на Стара планина и Витоша, селото е било разположено на хълма над сегашния манастир „Св. Теодор Стратилат“ в местността, наречена „Кълна̀ рѐка“, съответно „Кълна̀ гла̀ва“. 
Първата обществена сграда е училищната, построена през 1912 г.
- Кметство Балша
- На влизане в Балша
- Читалище „Иван Денкоглу“

## Културни и природни забележителности
В селото се намират руините на стара църква от 14 век наречена на Света Петка. През 1920 г. в непосредствена близост до руините на старата е изграден нов храм. В близост до Балша е изграден манастир „Св. Теодор Стратилат“ с все още нефункциониращ метох. Северно се намира красива гора – част от Стара планина, която в началото на 21 век е унищожена от голям пожар в района.
В селото има и функциониращо читалище, чийто дейци отбелязват всички местни и национални празници с разнообразна програма в центъра на селото.
- Консервираната и новата „Св. Петка“
- Стенописи в старата „Св. Петка“
- Балшанският манастир „Св. Теодор Стратилат“

## Редовни събития
- Петковден – сбор на селото през октомври;
- „Св. Теодор Стратилат“ – сбор около манастира;
- „Денят на Иван Николаевич Денкоглу“.
- Празникът на баницата в село Балша. Предпоследната събота на декември месец.

## Транспорт
Селото се обслужва от 2 автобусни линии на Центъра за градска мобилност: 29 и 30.
Двете автобусни линии тръгват от с. Балша, минават през с. Доброславци, като 29 продължава към с. Мировяне и автостанция "Илиянци", а автобус 30 от с. Доброславци, през с. Мрамор и към кв. Обеля и метростанция "Обеля" в столицата.

## Личности
Селото е родното място на българския търговец, родолюбец и филантроп Иван Николаевич Денкоглу.

## Други
В първите си години големият дръм енд бейс фестивал на открито на HMSU се провежда в гората над село Балша.
На Балша е наречена улица в квартал „Иван Вазов“ в София (Карта), както и остров Балша край остров Ливингстън, Южни Шетландски острови.